# Работкинский сельсовет
Рабо́ткинский сельсовет — упразднённое сельское поселение в составе Кстовского района Нижегородской области России.
Административный центр — село Работки.
Законом Нижегородской области от 10 декабря 2021 года № 137-З к 23 декабря того же года муниципальный район был преобразован в муниципальный округ, сельское поселение упразднено.

## История
Статус и границы сельского поселения установлены Законом Нижегородской области от 15 июня 2004 года № 60-З «О наделении муниципальных образований — городов, рабочих посёлков и сельсоветов Нижегородской области статусом городского, сельского поселения».
7 декабря 2012 года входивший в состав сельского поселения посёлок Первое Мая был объединён с посёлком Волжский.

## Население
| 2002  | 2010  | 2012  | 2013  | 2014  | 2015  | 2016  |
| ----- | ----- | ----- | ----- | ----- | ----- | ----- |
| 3923  | ↘3587 | ↘3562 | ↗3567 | ↗3587 | →3587 | ↗3589 |
| 2017  | 2018  | 2019  | 2020  | 2021  |       |       |
| ↘3560 | ↗3568 | ↘3530 | ↘3441 | ↘3149 |       |       |

## Состав сельского поселения
| № | Населённый пункт | Тип населённого пункта       | Население |
| - | ---------------- | ---------------------------- | --------- |
| 1 | Абатурово        | деревня                      | ↗66       |
| 2 | Ачапное          | село                         | ↘7        |
| 3 | Волжский         | посёлок                      | ↘840      |
| 4 | Луговой Борок    | село                         | →9        |
| 5 | Малиновка        | деревня                      | ↗181      |
| 6 | Работки          | село, административный центр | ↘2151     |
| 7 | Слопинец         | деревня                      | ↘5        |
| 8 | Татинец          | село                         | ↘102      |
| 9 | Чеченино         | деревня                      | ↘226      |